# Treasure Island (film 1912)
Treasure Island è un cortometraggio muto del 1912 diretto da J. Searle Dawley,
È stato il primissimo adattamento in assoluto del romanzo L'isola del tesoro di Robert Louis Stevenson.

## Produzione
Il film fu prodotto dalla Edison Manufacturing Company.

## Distribuzione
Distribuito dalla General Film Company, il film - un cortometraggio in una bobina - uscì nelle sale cinematografiche statunitensi il 10 maggio 1912.